# Ascorhynchus hueresis
Ascorhynchus hueresis là một loài nhện biển trong họ Ascorhynchidae. Loài này thuộc chi Ascorhynchus. Ascorhynchus hueresis được miêu tả khoa học năm 2002 bởi Bamber.